# Broadway Danny Rose
Broadway Danny Rose è un film del 1984 scritto, diretto e interpretato da Woody Allen.
Oltre ad essersi aggiudicato il British Academy Film Awards e il David di Donatello per la migliore sceneggiatura, nel 2000 è stato uno dei 500 titoli candidati dall'American Film Institute per la lista delle cento migliori commedie del cinema americano, non riuscendo però a entrare nella classifica.

## Trama
Alcuni vecchi comici newyorkesi stanno rievocando i vecchi tempi al Carnegie Delicatessen Restaurant di Broadway, quando uno dei presenti inizia a raccontare "la più bella storia di Danny Rose", agente teatrale ed ex comico i cui unici clienti rimasti includono uno xilofonista cieco, un ballerino di tip tap con una gamba sola e un'anziana coppia di strozzapalloni. Attraverso un flashback conosciamo Danny e il suo cliente di punta Lou Canova, crooner italo-americano con un problema di alcool, un paio di hit degli anni cinquanta, una famiglia e un'amante, Tina Vitale. Dopo aver saputo che il comico Milton Berle è alla ricerca di qualcuno per il numero di apertura del suo special televisivo a Las Vegas, Danny vede la possibilità per il grande ritorno di Lou e lo invita al suo prossimo spettacolo.
Per l'esibizione che potrebbe cambiargli la carriera Lou ha bisogno che Tina sia presente e convince Danny a fingersi il suo boyfriend per non suscitare sospetti nella moglie. Il giorno della performance Danny va a prenderla proprio mentre sta facendo una scenata di gelosia a Lou al telefono e si rifiuta di andare allo show. Dopo averla seguita da un'indovina che la esorta a risolvere i suoi problemi sentimentali, si recano nella grande tenuta dove la famiglia di Tina è riunita con altri membri di un'organizzazione criminale e dove si trova anche il suo ex fidanzato Johnny Rispoli, che non ha mai accettato la fine della loro relazione. Presumendolo il suo amante, Johnny tenta un gesto estremo e comunica ai presenti che Danny ha sedotto Tina. Tallonati dai fratelli di Johnny, i due fuggono in auto e poi attraversano a piedi le pianure del New Jersey dirigendosi verso Manhattan in battello. Attraversato l'Hudson, non passa molto tempo che vengono catturati e per scagionarsi Danny confessa che l'amante di Tina è il ventriloquo balbuziente Barney Dunn, sapendolo ad esibirsi su una nave da crociera. I due vengono condotti e legati insieme in un magazzino di carri allegorici e addobbi per la parata del Macy's Thanksgiving Day, ma dopo essersi liberati riescono a tornare a teatro dove trovano Lou ubriaco nel backstage.
Danny riesce a rimettere in piedi Lou, che dopo una grande esibizione gli comunica che sta per firmare con il manager Sid Bacharach dietro suggerimento di Tina. Affranto per l'ennesimo abbandono, Danny apprende che i fratelli Rispoli hanno trovato Barney Dunn (a causa dell'annullamento della crociera) e preso dal rimorso si offre di pagare i conti dell'ospedale in cui è ricoverato. Il tempo passa e il giorno del Macy's Thanksgiving Day, Danny sta servendo la cena ai suoi clienti di lunga data quando alla porta del suo appartamento si presenta Tina. Insoddisfatta della vita con Lou, dopo aver consultato di nuovo l'indovina ha deciso lasciarlo e di cercare Danny per chiedergli scusa, ma viene respinta. Subito dopo, Danny corre in strada e la raggiunge, perdonandola.

## Produzione

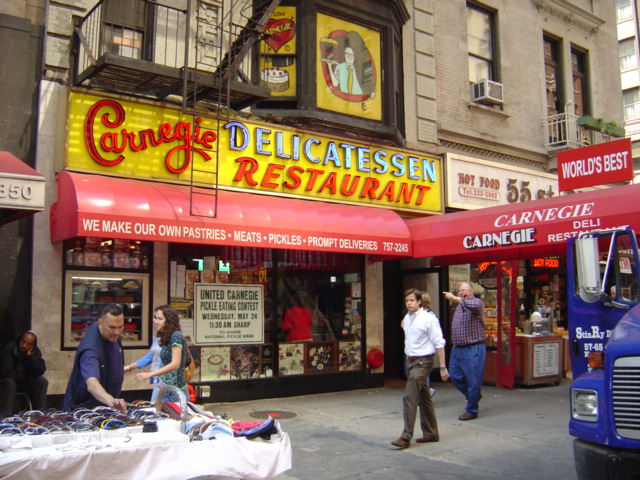
Il Carnegie Deli di Seventh Avenue nel 2006.

Woody Allen ha raccontato che in Broadway Danny Rose ha voluto riunire due idee a cui stava pensando da qualche tempo: la storia di un manager che «alleva i suoi clienti, solo per essere abbandonato da loro al primo accenno di successo» e un ruolo in cui Mia Farrow apparisse come "una donna insolente". Per il protagonista si è ispirato al suo manager e produttore storico Jack Rollins, che compare in un cameo.
Dopo aver riunito alcuni dei collaboratori dei suoi precedenti team di produzione, tra cui il produttore Robert Greenhut, il direttore della fotografia Gordon Willis, lo scenografo Mel Bourne e la montatrice Susan E. Morse, le riprese sono state effettuate dal 20 settembre al 17 dicembre 1982. Il film si apre e si chiude nel Carnegie Delicatessen Restaurant di Broadway, conosciuto semplicemente come Carnegie Deli, nel quale sono riuniti gli artisti che rievocano le vicende di Danny Rose. Una parte è stata girata nel New Jersey, nell'area tra Jersey City e Englewood.
Alla fine del film viene raccontato che un sandwich servito nel Carnegie Deli deve il suo nome a Danny Rose. Dopo la distribuzione al cinema, i proprietari del ristorante hanno dedicato davvero un sandwich al personaggio, con pastrami di manzo sotto sale e insalata coleslaw.

### Il cast
Broadway Danny Rose è stato il terzo dei 13 film di Woody Allen interpretati da Mia Farrow, sua compagna dal 1980, dopo Una commedia sexy in una notte di mezza estate (1982) e Zelig (1983). Allen ha suggerito all'attrice di portare un paio di occhiali da sole per quasi tutta la durata del film perché non la riteneva abbastanza credibile come italo-americana e pensava che "nascondere" i suoi occhi la facesse apparire più sensuale e misteriosa.
Il ruolo di Lou Canova era stato offerto sia a Robert De Niro che a Sylvester Stallone, ma entrambi avevano rifiutato e la scelta era ricaduta sul semisconosciuto cantante Nick Apollo Forte, scoperto dal direttore del casting Juliet Taylor che aveva notato il suo album autoprodotto Images in un negozi di dischi. L'attore Danny Aiello, che si era entusiasticamente proposto a Allen per ottenere la parte, rimase molto contrariato dalla scelta finale, anche se l'anno successivo sarebbe stato a fianco di Mia Farrow in La rosa purpurea del Cairo.
Nel film sono presenti molti cameo di attori comici e cabarettisti newyorkesi che interpretano se stessi, a partire da quelli seduti al tavolo del Carnegie Deli: Sandy Baron, Corbett Monica, Jackie Gayle, Morty Gunty, Will Jordan e Howard Storm, ai quali si aggiunge Jack Rollins. Oltre a Leo Steiner, uno dei proprietari del Carnegie Deli in quegli anni, compaiono anche il noto giornalista e telecronista sportivo Howard Cosell, il conduttore televisivo Joe Franklin e il comico Milton Berle, che oltre ad essere menzionato più volte nel film appare in due scene con Woody Allen.

## Distribuzione
Il film è stato proiettato in anteprima il 27 gennaio 1984 a Los Angeles e a New York. Lo stesso anno è stato presentato fuori concorso ai festival di Cannes (19 maggio) e Locarno (10 agosto).

### Date di uscita
- Stati Uniti – 27 gennaio 1984
- Australia – 7 giugno 1984
- Regno Unito – 17 agosto 1984
- Germania Ovest – 17 agosto 1984
- Argentina – 13 settembre 1984
- Italia – 20 settembre 1984
- Irlanda – 21 settembre 1984

- Spagna – 24 settembre 1984
- Francia – 3 ottobre 1984
- Danimarca – 5 ottobre 1984
- Svezia – 12 ottobre 1984
- Brasile – 22 novembre 1984
- Paesi Bassi – 13 dicembre 1984
- Portogallo – 4 gennaio 1985

- Finlandia – 18 gennaio 1985
- Colombia – 30 gennaio 1985
- Uruguay – 21 marzo 1985
- Messico – 13 settembre 1985
- Giappone – 28 settembre 1985
- Ungheria – 5 febbraio 1987

## Accoglienza

### Incassi
Negli Stati Uniti il film ha incassato 10,6 milioni di dollari, a fronte di un budget realizzativo di 8 milioni.

### Critica
Il sito Rotten Tomatoes riporta il 100% di recensioni professionali con giudizio positivo e un voto medio di 8,1 su 10, mentre il sito Metacritic assegna al film un punteggio di 80 su 100 basato su 14 recensioni.
All'uscita del film le recensioni sono state generalmente positive. Su The Hollywood Reporter il critico Arthur Knight ha elogiato la fotografia «in un glorioso bianco e nero» di Gordon Willis, mentre Sheila Benson del Los Angeles Times ha definito il ritratto di Danny Rose come «una dichiarazione d'amore per il tipo di ostinata tenacia che Allen mostra di ammirare». La rivista Variety lo ha giudicato il migliore degli ultimi film di Allen, «più completo di Zelig, più soddisfacente di Una commedia sexy in una notte di mezza estate e sicuramente migliore sotto qualsiasi aspetto del disastroso Stardust Memories».

## Riconoscimenti
- 1985 – Premio Oscar

Candidatura per il miglior regista a Woody Allen
Candidatura per la migliore sceneggiatura originale a Woody Allen
- 1985 – Golden Globe

Candidatura per la migliore attrice in un film commedia o musicale a Mia Farrow
- 1985 – BAFTA Awards

Migliore sceneggiatura originale a Woody Allen
- 1985 – David di Donatello

Migliore sceneggiatura straniera a Woody Allen
Candidatura per la migliore attrice straniera a Mia Farrow
- 1985 – Writers Guild of America Award

Migliore sceneggiatura originale a Woody Allen

## Colonna sonora

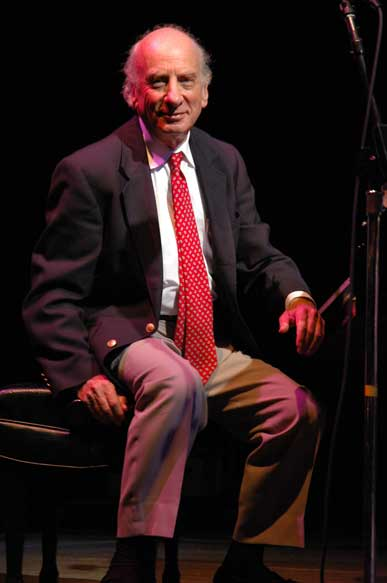
Il compositore e pianista Dick Hyman.

I due brani scritti ed eseguiti nel film da Nick Apollo Forte, Agita e My Bambina, sono stati pubblicati in Francia su 45 giri nel 1984 dalla Milan Records. Lo stesso anno l'etichetta ha distribuito un album intitolato Songs from Broadway Danny Rose and Other Pearls of Culture, nel quale oltre ai già citati sono presenti altri brani del crooner italo-americano.
La colonna sonora include anche All of You di Cole Porter e You're Nobody till Somebody Loves You di Russ Morgan (entrambe eseguite da Forte), due composizioni del pianista jazz Dick Hyman (Catskill Cha Cha e Queens Club Trio), arrangiatore e supervisore delle musiche del film, e canzoni della tradizione napoletana come Funiculì funiculà, 'O sole mio e Torna a Surriento.
Nel 1989 la rivista Variety ha riportato la notizia relativa ad una battaglia legale sorta sulla melodia di Agita. Dopo l'uscita del film, Wandra Merrell e Ray Allen avevano infatti citato in giudizio Woody Allen e la Orion Pictures sostenendo che si trattasse di un plagio della loro canzone Pepino, the Italian Mouse (portata al successo in Italia nel 1963 da Aurelio Fierro come Peppino 'o suricillo) e chiedendo danni per 50 milioni di dollari. Dopo quattro anni, con un accordo retroattivo gli imputati hanno acquistato i diritti di Pepino, the Italian Mouse pagando 50.000 dollari alla SBK-EMI e la causa è stata archiviata senza che i due autori ottenessero niente.